# Меандр (річковий вигин)

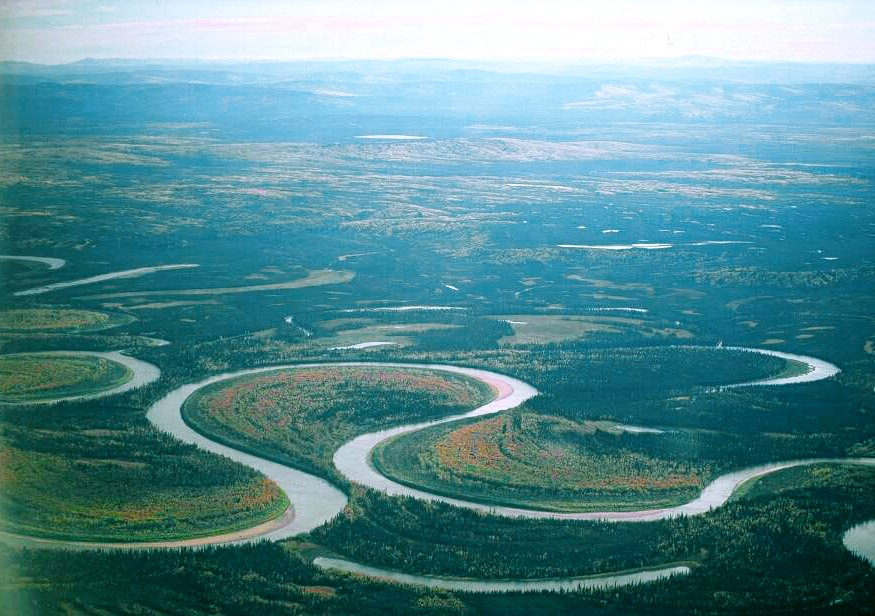
Меандри (звивини) річища річки

Меа́ндр — плавні, колоподібні вигини річища річки, іноді на 180°.
Назва походить від грецької назви річки Великий Мендерес (грец. Μαίανδρος), що в Малій Азії.
Меандри характерні здебільшого для рівнинних річок. Утворюються у результаті руслових процесів — розмиву річища й акумуляції відкладів. Поверхневі потоки річки спрямовуються до зовнішнього краю берега, поступово збільшуючи його розмив, а донні, насичені наносами,— до внутрішнього, де внаслідок зменшення швидкості течії відбувається відкладання продуктів розмиву (див. побочень). Зовнішній край меандри переважно крутий, а внутрішній — пологий. Поступово меандр перетворюється на петлеподібну звивину, яку річка може прорвати в найвужчій частині (шийці), прокладаючи новий коротший шлях. У залишеному потоком річищі утворюється стариця.
Розрізняють меандри врізані (вимушені) й вільні. Врізані меандри заглиблені у первинну поверхню та обмежені вигинами корінних берегів річкової долини. Вільні меандри слабо заглиблені в поверхню заплави, оточені невисокими берегами і можуть легко рухатися в межах долини.
За формою меандри поділяють на сегментні, синусоїдальні, коробчасті, омегоподібні, завалені та складні.
На території України меандри спостерігаються на багатьох річках переважно рівнинної частини, зокрема в заплавах Дніпра і його приток, а також Десни, Дністра, Прип'яті, Сіверського Дінця, Кальміусу. У Карпатах - меандри на ріці Стрий.
Великі меандри називають «луками»: напр. Ізюмська лука — величезний підковоподібний вигин русла Сіверського Дінця біля міста Ізюма. На Волзі відомою є Самарська Лука. За певних умов, конкретні меандри можуть існувати впродовж багатьох тисячоліть.

## Галерея

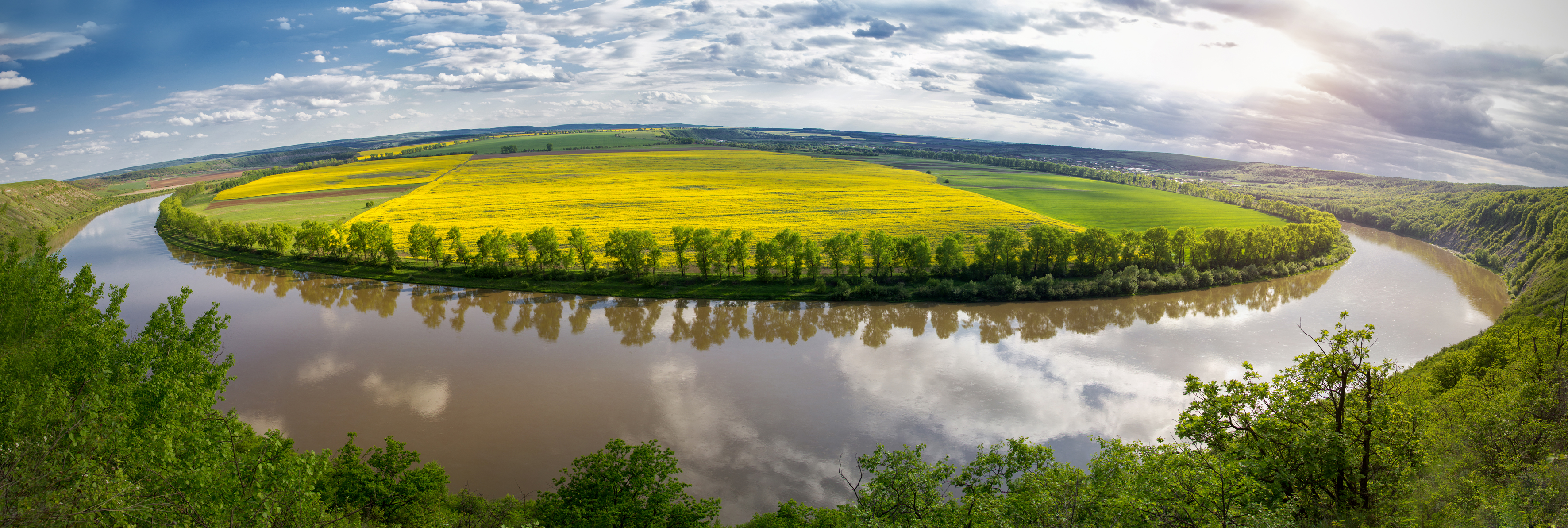
Дністер
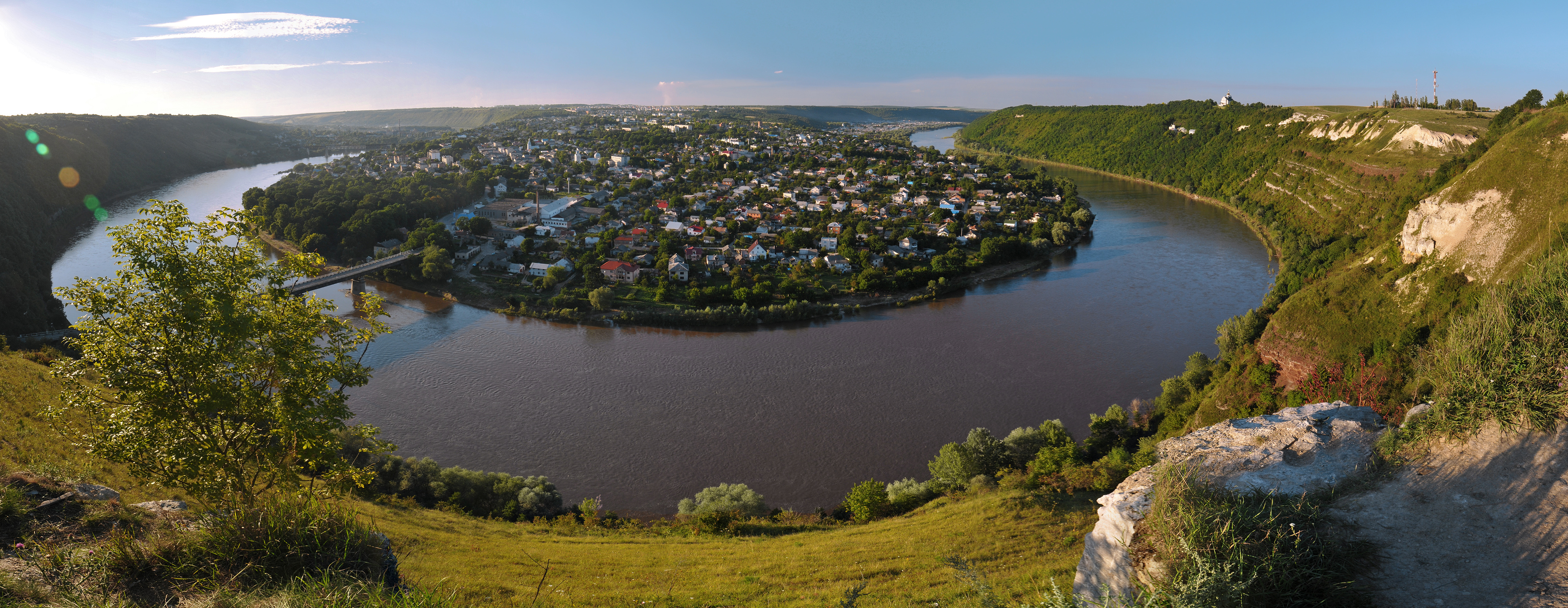
Дністер, Заліщики
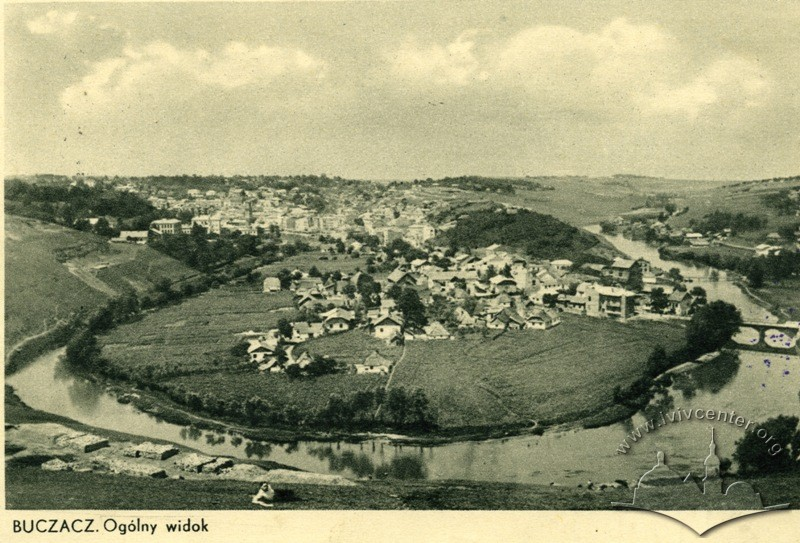
Стрипа, Бучач